# Boisemont (Val-d'Oise)
Pour les articles homonymes, voir Boisemont.
Boisemont est une commune française située dans le département du Val-d'Oise, en région Île-de-France. C'est l'une des treize communes de la communauté d'agglomération de Cergy-Pontoise.
Ses habitants sont appelés les Boisemontais.

## Géographie

### Description
Boisemont est un village périurbain du Vexin français situé sur les hauteurs de l'Hautil, dans l'un des méandres de la Seine, limitrophe du département des Yvelines, dans un environnement boisé (bois de la Porte-Neuve, de la Hutte, de Boisemont). Il se trouve à 5 km au nord-ouest de Cergy, à 31 km au sud-ouest de Paris et à 21 km au nord-est de Mantes-la-Jolie.

### Communes limitrophes
La commune est limitrophe de Jouy-le-Moutier, Menucourt, Courdimanche et Vauréal dans le département du Val-d'Oise ainsi que Triel-sur-Seine et Vaux-sur-Seine dans le département voisin des Yvelines.
|                | Courdimanche    | Vauréal         |
| Menucourt      | Boisemont       |                 |
| Vaux-sur-Seine | Triel-sur-Seine | Jouy-le-Moutier |

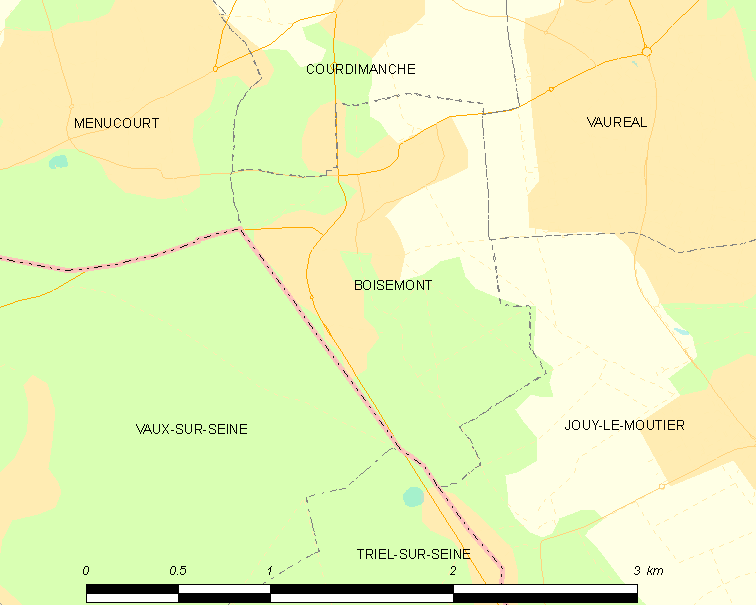
Carte de la commune.
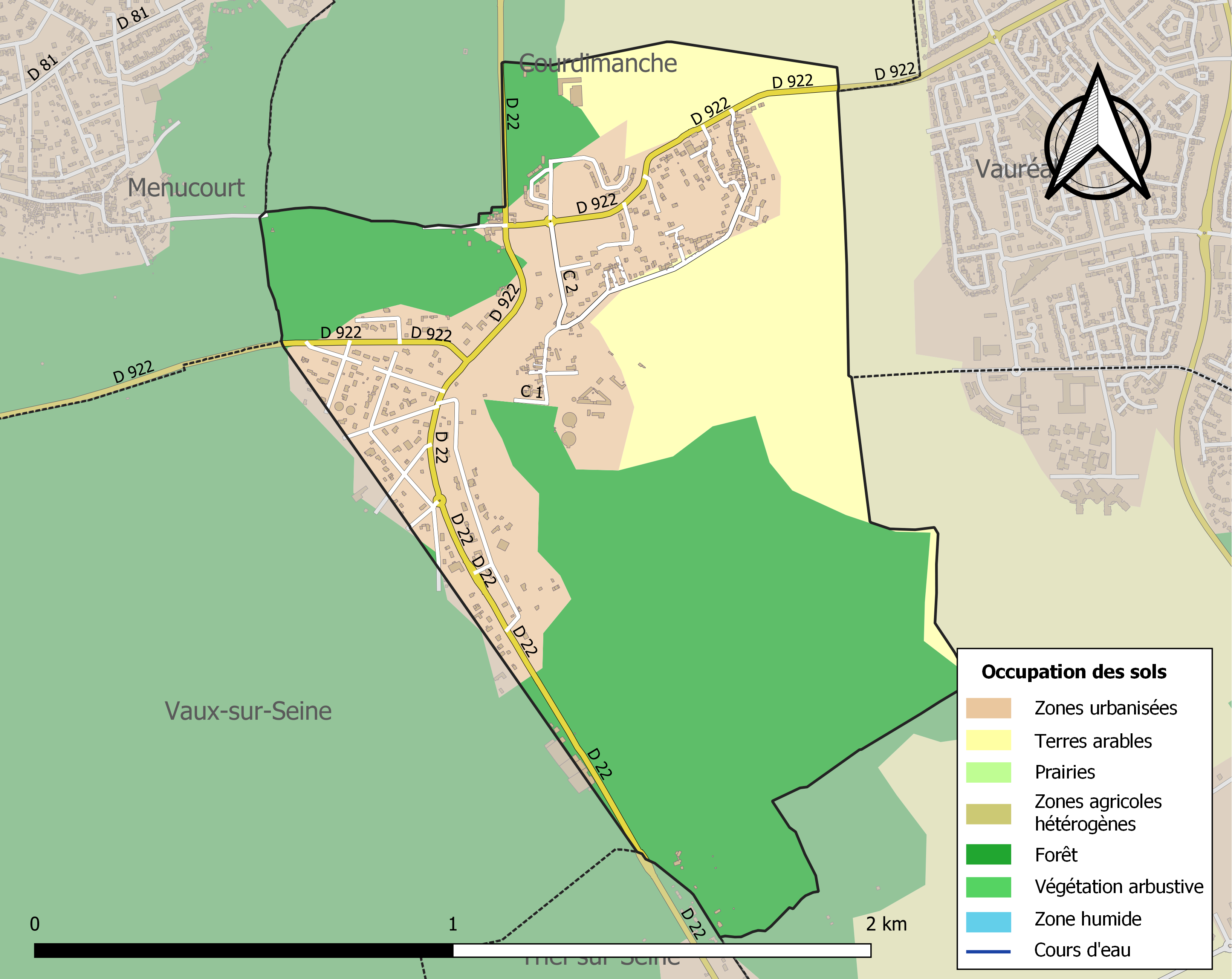
Occupation des sols.

### Climat
Pour des articles plus généraux, voir Climat de l'Île-de-France et Climat du Val-d'Oise.
En 2010, le climat de la commune est de type climat océanique dégradé des plaines du Centre et du Nord, selon une étude du CNRS s'appuyant sur une série de données couvrant la période 1971-2000. En 2020, Météo-France publie une typologie des climats de la France métropolitaine dans laquelle la commune est exposée à un climat océanique et est dans la région climatique Sud-ouest du bassin Parisien, caractérisée par une faible pluviométrie, notamment au printemps (120 à 150 mm) et un hiver froid (3,5 °C).
Pour la période 1971-2000, la température annuelle moyenne est de 10,7 °C, avec une amplitude thermique annuelle de 14,7 °C. Le cumul annuel moyen de précipitations est de 681 mm, avec 10,2 jours de précipitations en janvier et 7,8 jours en juillet. Pour la période 1991-2020, la température moyenne annuelle observée sur la station météorologique la plus proche, située sur la commune de Boissy-l'Aillerie à 6 km à vol d'oiseau, est de 11,2 °C et le cumul annuel moyen de précipitations est de 635,8 mm,. Pour l'avenir, les paramètres climatiques de la commune estimés pour 2050 selon différents scénarios d'émission de gaz à effet de serre sont consultables sur un site dédié publié par Météo-France en novembre 2022.

## Urbanisme

### Typologie
Au 1er janvier 2024, Boisemont est catégorisée grand centre urbain, selon la nouvelle grille communale de densité à sept niveaux définie par l'Insee en 2022.
Elle est située hors unité urbaine. Par ailleurs la commune fait partie de l'aire d'attraction de Paris, dont elle est une commune du pôle principal,. Cette aire regroupe 1 929 communes,.

## Toponymie
Le nom de la localité est attesté sous les formes Boissemont en 1193 ou 1194, Beusemont en 1357.
Il s'agit d'une formation médiévale en -mont « hauteur, colline », dont le premier élément Boise- représente le nom de personne germanique Bosso, tombé dans l'attraction du français bois, compris donc comme « hauteur, colline boisée ».
Remarque : l'homonymie avec Boisemont (Eure, Bosemont 1156, Beusemont XIIIe siècle) n'est qu'apparente et partielle, car Boise- n'y représente pas le nom de personne germanique Bosso, mais la forme plus fréquente Boso, à laquelle se superpose le nom de personne norrois Bósi  cf. Beuzeville, Beuzebosc et Beuzemouchel.

## Histoire
Les versants de l'Hautil sont occupés dès la préhistoire comme l'attestent les découvertes de silex taillés.
Il est fait état d'un seigneur de Boisemont dans une charte dont la date remonte à 1124-1134. Dans cette charte, Eude de Lieux donne tous ses biens à l'abbaye Saint-Martin de Pontoise
Jusqu'à la Révolution, Boisemont fait partie de la province d'Île-de-France, généralité de Paris, élection de Mantes, baillage de Meulan et prévôté de Mantes. Du côté ecclésiastique le village était rattaché au diocèse de Rouen, du grand vicariat de Pontoise et du doyenné de Meulan.
Le 15 août 1875 un orage causa de gros dégâts à Neuville, et dévaste Jouy-le-Moutier, Vauréal, Boisemont, Courdimanche, Osny, Cergy, Puiseux, et Pontoise. Un Vilhemus de Balcemont (Guillaume de Boisemont) y figure comme témoin.
Village d'agriculteurs, de tuiliers ou de cercliers jusqu'au XIXe siècle, Boisemont a connu un début de développement démographique en 1911 avec la construction d'un premier lotissement sur le plateau de l'Hautil. D'abord intégré à sa création à la ville nouvelle de Cergy-Pontoise, le village l'a quitté volontairement en 1984, ayant souhaité conserver son caractère rural.
La commune a fait l'acquisition et a restauré le château de Boisemont ainsi que son parc arboré de deux hectares en l'an 2000.

## Politique et administration

### Rattachements administratifs et électoraux
Rattachements administratifs
Antérieurement à la loi du 10 juillet 1964, la commune faisait partie du département de Seine-et-Oise. La réorganisation de la région parisienne en 1964 fit que la commune appartient désormais au département du Val-d'Oise et à son arrondissement de Pontoise après un transfert administratif effectif au 1er janvier 1968.
Elle faisait partie de 1793 à 1976 du canton de Pontoise de Seine-et-Oise puis du Val-d'Oise. En 1976, elle est rattachée au canton de Cergy, puis, en 1985, le  canton de l'Hautil. Dans le cadre du redécoupage cantonal de 2014 en France, cette circonscription administrative territoriale a disparu, et le canton n'est plus qu'une circonscription électorale.
Rattachements électoraux
Pour les élections départementales, la commune est membre depuis 2014 du canton de Pontoise.
Pour l'élection des députés, elle fait partie de la dixième circonscription du Val-d'Oise.

### Intercommunalité
Boisemont , ayant obtenu l'assurance de conserver la spécificité de son caractère rural. a adhéré en 2005 à la communauté d'agglomération de Cergy-Pontoise, un établissement public de coopération intercommunale (EPCI) à fiscalité propre créé en 2001 et auquel la commune a donc transféré un certain nombre de ses compétences, dans les conditions déterminées par le code général des collectivités territoriales.

### Liste des maires
| Période                                  | Période                      | Identité           | Étiquette | Qualité |
| ---------------------------------------- | ---------------------------- | ------------------ | --------- | --- |
| Les données manquantes sont à compléter. |                              |                    |           | |
|                                          | 1914                         | Maurice Fouquet    |           | Soldat au 272e régiment d'infanterie tué, disparu au combat à Saint-Hubert le 4 octobre 1914, Mort pour la France |
| Les données manquantes sont à compléter. |                              |                    |           | |
| 1977                                     | mai 2020                     | Jean Claude Wanner | SE        | |
| mai 2020                                 | En cours (au 3 février 2021) | Stéphanie Savill   |           | Directrice des solidarités en mairie d’Éragny-sur-Oise                                                            |

## Population et société

### Démographie
L'évolution du nombre d'habitants est connue à travers les recensements de la population effectués dans la commune depuis 1793. Pour les communes de moins de 10 000 habitants, une enquête de recensement portant sur toute la population est réalisée tous les cinq ans, les populations de référence des années intermédiaires étant quant à elles estimées par interpolation ou extrapolation. Pour la commune, le premier recensement exhaustif entrant dans le cadre du nouveau dispositif a été réalisé en 2005.

En 2022, la commune comptait 883 habitants, en évolution de +17,42 % par rapport à 2016 (Val-d'Oise : +4 %, France hors Mayotte : +2,11 %).
| 1793 | 1800 | 1806 | 1821 | 1831 | 1836 | 1841 | 1846 | 1851 |
| ---- | ---- | ---- | ---- | ---- | ---- | ---- | ---- | ---- |
| 181  | 177  | 208  | 185  | 214  | 220  | 220  | 226  | 227  |

| 1856 | 1861 | 1866 | 1872 | 1876 | 1881 | 1886 | 1891 | 1896 |
| ---- | ---- | ---- | ---- | ---- | ---- | ---- | ---- | ---- |
| 223  | 264  | 233  | 230  | 218  | 217  | 210  | 205  | 153  |

| 1901 | 1906 | 1911 | 1921 | 1926 | 1931 | 1936 | 1946 | 1954 |
| ---- | ---- | ---- | ---- | ---- | ---- | ---- | ---- | ---- |
| 169  | 174  | 198  | 151  | 199  | 185  | 175  | 170  | 244  |

| 1962 | 1968 | 1975 | 1982 | 1990 | 1999 | 2005 | 2006 | 2010 |
| ---- | ---- | ---- | ---- | ---- | ---- | ---- | ---- | ---- |
| 298  | 336  | 382  | 464  | 598  | 690  | 700  | 722  | 747  |

| 2015 | 2020 | 2022 | - | - | - | - | - | - |
| ---- | ---- | ---- | - | - | - | - | - | - |
| 769  | 855  | 883  | - | - | - | - | - | - |

### Enseignement
En 2020, la commune dispose d'une école.

### Manifestations culturelles et festivités
Une brocante est organisée chaque 1er dimanche de septembre.

## Culture locale et patrimoine

### Lieux et monuments

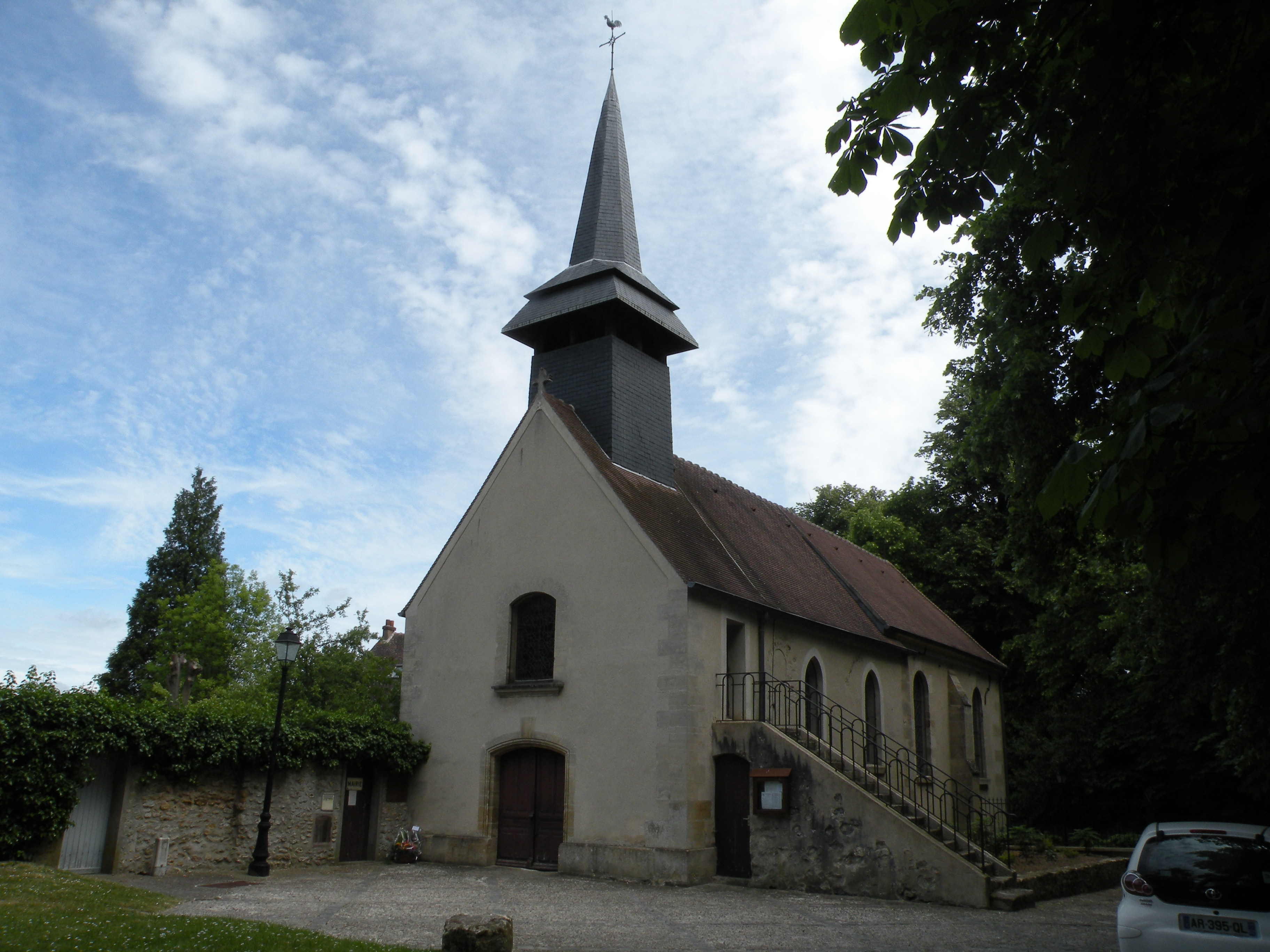
Église Sainte-Madeleine.

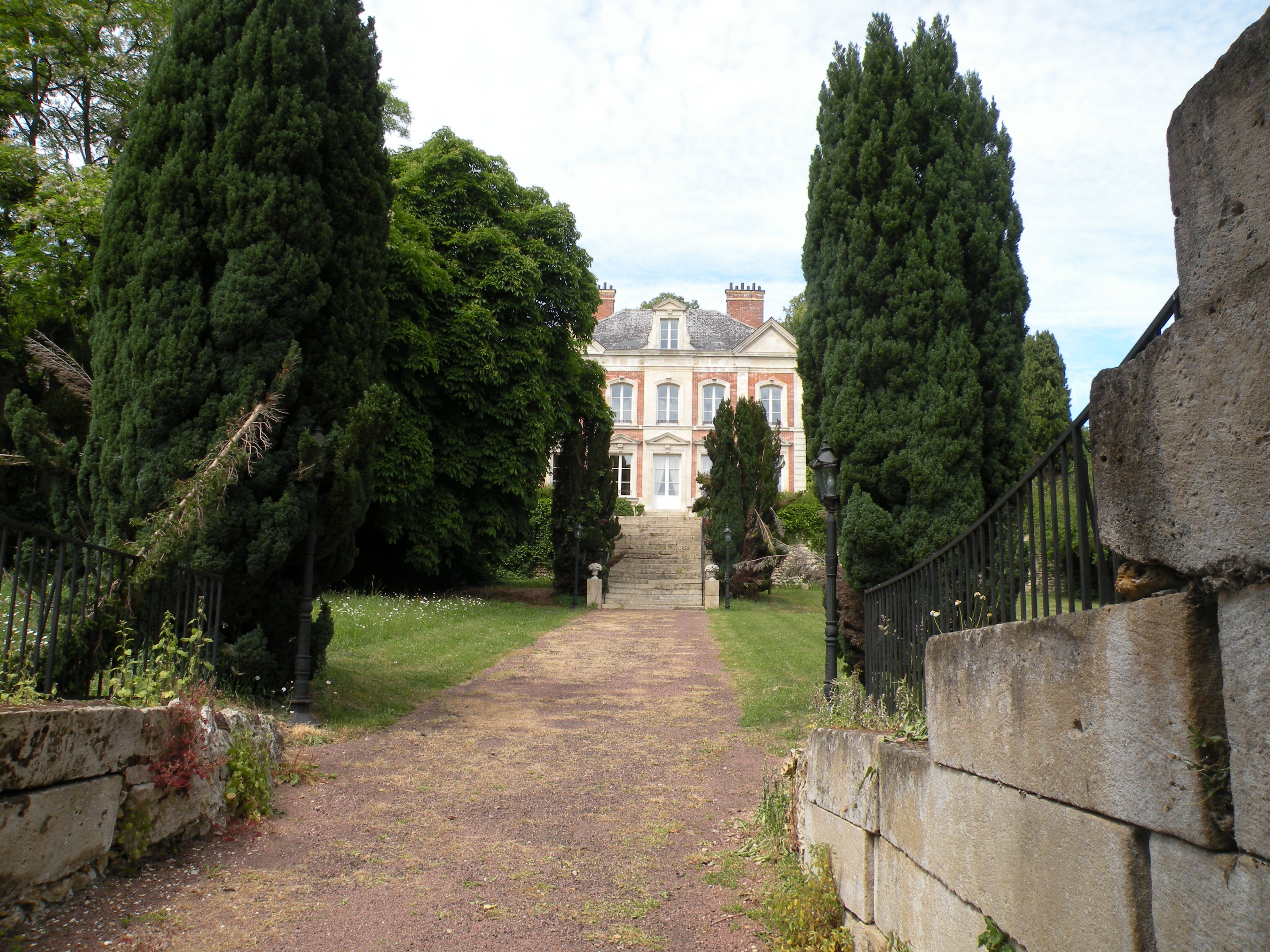
Château de Boisemont.

La commune est classée en zone de protection du patrimoine architectural urbain et paysager.
- Église Sainte-Madeleine, rue de l'Église : construit pour l'essentiel en 1732, tout en conservant au chœur des vestiges d'une chapelle primitive du XIIe siècle, c'est un petit édifice à nef unique, sans transept, qui rappelle la mémoire de sa fondatrice, châtelaine de Boisemont : Marie-Madeleine Bellanger, épouse de Pierre Dupré de Saint-Maur (1697-1765), conseiller au Parlement de Paris. 
L'on constate deux parties distinctes, la nef de trois travées et le chœur carré au chevet plat de deux travées. La façade occidentale, assez austère, possède la porte en anse de panier surmontée par une baie de la même forme. En dessus du pignon, s'élève le clocher en charpente avec sa flèche octogonale couverte d'ardoise. Les fenêtres des façades latérales sont plein cintre. Comme particularité, le balcon à l'extrémité ouest de la nef est accessible par un escalier extérieur. L'église a fait l'objet d'une restauration au XIXe siècle, entraînant certaines modifications et retouches. Une dernière restauration a lieu pendant les années 1990[30]
- Lavoir au Clerc, Grande-Rue : Petit lavoir couvert, dont le bassin est cerné de murs de trois côtés. Les espaces dédiés aux lavandières à gauche et à droite du bassin rectangulaire sont protégés par deux toits en appentis se faisant face, sans prendre appui sur des piliers. Construit vers 1819/20, le lavoir a été rebâti en 1898. Boisemont possédait deux autres lavoirs plus petits, aujourd'hui disparus. Un règlement municipal fixait toutefois les jours d'utilisation, de sorte que les lavoirs ne pouvaient être utilisés que par roulement. La commune voulait ainsi assurer que suffisamment d'eau pour l'extinction d'éventuels incendies soit disponible[30].
- Château de Boisemont, rue de la Ferme : Il s'agit du logis cossu d'une ferme, bâti au XIXe siècle en brique rouge et pierre de taille. De seulement cinq travées, la façade principale est agrémentée de nombreux détails, comme des gables au-dessus de la première et dernière travée, qui sont également cantonnées de pilastres, ou une lucarne au centre. Sa fenêtre, tout comme celles du rez-de-chaussée, sont surmontées de petits frontons triangulaires. Les fenêtres de l'unique étage sont en anse de panier. L'ancienne ferme seigneuriale s'est presque entièrement conservée. Elle se compose de trois corps de bâtiments des XVIe et XVIIe siècles, disposés autour d'une cour triangulaire. Le surnom de ferme rose vient du crépi qui couvre les façades depuis 1876. La ferme comporte également un colombier cylindrique du XVIe siècle, et une grange partiellement en colombages de la même époque[30].
- « Ferme rose », l'une des rares constructions du secteur à avoir conservé ses enduits roses[21].

### Personnalités liées à la commune
- Pierre Dupré de Saint-Maur (1697-1765), conseiller au Parlement de Paris, et son épouse Marie-Madeleine Bellanger. Leur fille, Colombe-Madeleine Dupré de Saint-Maur, épousa le chevalier Jean-Louis Garnier des Garets, seigneur d'Ars en Dombes, chevalier de Saint-Louis.
- Lyli Herse (1928-2018), huit  fois championne de France de cyclisme sur route entre 1956 et 1967 puis cheffe d'entreprise, vivait à Boisemont avant sa mort[31].